# Équipe cycliste KrolStone Continental

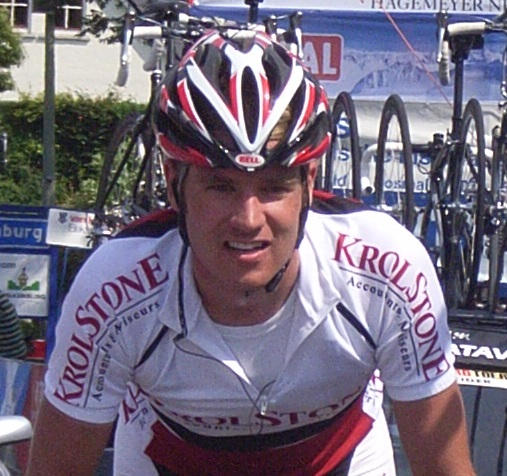
Équipe cycliste KrolStone Continental

L'équipe cycliste KrolStone Continental est une ancienne équipe cycliste néerlandaise qui participait aux circuits continentaux de cyclisme et en particulier l'UCI Europe Tour. En 2010, l'équipe disparait des pelotons.

## Saison 2008

### Effectif
| Cycliste             | Date de naissance | Nationalité | Équipe 2007       |
| -------------------- | ----------------- | ----------- | ----------------- |
| Sjoerd Botter        | 26.09.1984        | Pays-Bas    | Time-Van Hemert   |
| Fulco van Gulik (nl) | 01.08.1979        | Pays-Bas    |                   |
| Rik Kavsek           | 20.05.1985        | Pays-Bas    |                   |
| Jasper Lenferink     | 02.12.1982        | Pays-Bas    | Löwik Meubelen    |
| Pim Ligthart         | 16.06.1988        | Pays-Bas    |                   |
| Eric van de Meent    | 31.10.1985        | Pays-Bas    |                   |
| Jos Pronk            | 13.01.1983        | Pays-Bas    | Time-Van Hemert   |
| Niels Scheuneman     | 21.12.1983        | Pays-Bas    | Unibet.com        |
| John Schouten        | 23.11.1984        | Pays-Bas    |                   |
| Martijn Verschoor    | 04.05.1985        | Pays-Bas    | Néo-pro           |
| Eelke van der Wal    | 15.01.1981        | Pays-Bas    | Fondas-P3Transfer |
| Lieuwe Westra        | 11.09.1982        | Pays-Bas    |                   |

### Victoires
| Date       | Course                            | Pays     | Classe | Vainqueur        |
| ---------- | --------------------------------- | -------- | ------ | ---------------- |
| 16/04/2008 | 1re étape du Tour du Loir-et-Cher | France   | 2.2    | Jos Pronk        |
| 19/04/2008 | 4e étape du Tour du Loir-et-Cher  | France   | 2.2    | Niels Scheuneman |
| 20/04/2008 | 5e étape du Tour du Loir-et-Cher  | France   | 2.2    | Jos Pronk        |
| 22/05/2008 | 5e étape de l’Olympia's Tour      | Pays-Bas | 2.2    | Jos Pronk        |
| 31/07/2008 | 2e étape du Tour Alsace           | France   | 2.2    | Lieuwe Westra    |

## Saison 2009

### Effectif
| Coureur              | Date de naissance | Nationalité | Équipe 2008             | Équipe 2010    |
| -------------------- | ----------------- | ----------- | ----------------------- | -------------- |
| Marcel Beima         | 25.10.1983        | Pays-Bas    | Rabobank Continental    |                |
| Sjoerd Botter        | 26.09.1984        | Pays-Bas    |                         |                |
| Ivor Bruin           | 03.11.1980        | Pays-Bas    | Van Vliet-EBH Elshof    |                |
| Luc Hagenaars        | 27.07.1987        | Pays-Bas    | P3 Transfer-Batavus     | Kuota-Indeland |
| Jasper Lenferink     | 02.12.1982        | Pays-Bas    |                         |                |
| Bert-Jan Lindeman    | 16.06.1989        | Pays-Bas    | Néoprofessionnel        | Jo Piels       |
| Jos Pronk            | 13.01.1983        | Pays-Bas    |                         |                |
| Niels Scheuneman     | 21.12.1983        | Pays-Bas    |                         |                |
| Paul Sneeboer        | 23.09.1980        | Pays-Bas    | Palmeiras Resort-Tavira |                |
| Ger Soepenberg       | 01.05.1983        | Pays-Bas    | P3 Transfer-Batavus     |                |
| Fulco van Gulik (nl) | 01.08.1979        | Pays-Bas    |                         |                |